# Julián Rodríguez Vuotto
Julián Rodríguez Vuotto (Villa Luzuriaga, Argentina, 1 de marzo de 2000) es un futbolista profesional argentino que actualmente se desempeña como marcador central en Nueva Chicago de la Primera Nacional de Argentina.

## Trayectoria
Comenzó a jugar al fútbol en el Club Argentino del Oeste de Villa Luzuriaga, hasta que el año 2008 recaló en las divisiones inferiores de River Plate. Tras ser titular en todas las categorías, a su llegada a Cuarta perdió regularidad, por lo que en octubre de 2019 fue cedido por 3 meses al Soledade FC de Brasil.
Tras quedar libre del conjunto millonario, en julio de 2020 es fichado por Barnechea de la Primera B chilena. En enero de 2024, es anunciado como nuevo jugador de Santiago Morning de la Primera B chilena.

## Estadísticas
| Club              | Div.       | Temporada  | Liga  | Liga  | Copas nacionales | Copas nacionales | Torneos internacionales | Torneos internacionales | Total | Total |
| Club              | Div.       | Temporada  | Part. | Goles | Part.            | Goles            | Part.                   | Goles                   | Part. | Goles |
| ----------------- | ---------- | ---------- | ----- | ----- | ---------------- | ---------------- | ----------------------- | ----------------------- | ----- | ----- |
| Barnechea · Chile | 2.ª        | 2020       | 16    | 0     | —                | —                | —                       | —                       | 16    | 0     |
| Barnechea · Chile | 2.ª        | 2021       | 19    | 2     | 2                | 0                | —                       | —                       | 21    | 2     |
| Barnechea · Chile | 2.ª        | 2022       | 28    | 1     | 3                | 0                | —                       | —                       | 31    | 1     |
| Barnechea · Chile | 2.ª        | 2023       | 19    | 2     | 2                | 0                | —                       | —                       | 21    | 2     |
| Barnechea · Chile | Total club | Total club | 82    | 5     | 7                | 0                | 0                       | 0                       | 89    | 5     |
| Total club        | Total club | Total club | 82    | 5     | 7                | 0                | 0                       | 0                       | 89    | 5     |
| 1. 2.             |            |            |       |       |                  |                  |                         |                         |       |       |